# Caoxian
Caoxian of Cao is een stad in de prefectuur Heze in het zuiden van de noordoostelijke provincie Shandong, Volksrepubliek China.
Bij de volkstelling van 2020 had de stad 595.392 inwoners.